# Campoli Appennino
Campoli Appennino – miejscowość i gmina we Włoszech, w regionie Lacjum, w prowincji Frosinone.
Według danych na rok 2004 gminę zamieszkiwały 1804 osoby, 54,7 os./km².